# Campionat de la CONCACAF de 1989
El Campionat de la CONCACAF 1989 va ser la desena i última edició del Campionat de la CONCACAF amb eixe nom, la cinquena i última que va servir com a classificatori per a la Copa del Món de futbol i la segona i última en què la fase final no va tenir un país organitzador.
Mèxic va ser desqualificat per emprar jugadors majors d'edat a un torneig juvenil, per la qual cosa Costa Rica va passar a la Ronda Final pràcticament sense competència. Costa Rica va guanyar el torneig per tercera vegada i es va classificar per primera vegada per a una Copa del Món (Itàlia 1990).

## Classificació
Font:
| Equip             | Classificat per        | Campionats jugats | Última participació | Millor resultat previ    |
| ----------------- | ---------------------- | ----------------- | ------------------- | ------------------------ |
| Estats Units      | Guanyador Segona ronda | 1                 | 1985                | Primera ronda (1985)     |
| Guatemala         | Guanyador Segona ronda | 7                 | 1985                | Campions (1967)          |
| Trinitat i Tobago | Guanyador Segona ronda | 5                 | 1985                | Subcampions (1973)       |
| El Salvador       | Guanyador Segona ronda | 5                 | 1985                | Subcampions (1963, 1981) |
| Costa Rica        | Guanyador Segona ronda | 6                 | 1985                | Campions (1963, 1969)    |

## Resultats
- 19 de març de 1989, Ciutat de Guatemala, Guatemala -  Guatemala 1 - 0  Costa Rica

- 2 d'abril de 1989, San José, Costa Rica -  Costa Rica 2 - 1  Guatemala

- 16 d'abril de 1989, San José, Costa Rica -  Costa Rica 1 - 0  Estats Units

- 30 d'abril de 1989, Torrance, Estats Units -  Estats Units 1 - 0  Costa Rica

- 13 de maig de 1989, Torrance, Estats Units -  Estats Units 1 - 1  Trinitat i Tobago

- 28 de maig de 1989, Port of Spain, Trinitat i Tobago -  Trinitat i Tobago 1 - 1  Costa Rica

- 11 de juny de 1989, San José, Costa Rica -  Costa Rica 1 - 0  Trinitat i Tobago

- 17 de juny de 1989, New Britain, Estats Units -  Estats Units 2 - 1  Guatemala

- 25 de juny de 1989, San Salvador, El Salvador -  El Salvador 2 - 4  Costa Rica

El partit va ser suspès amb el marcador de 2-4, i el resultat va ser confirmat per la FIFA.
- 16 de juliol de 1989, San José, Costa Rica -  Costa Rica 1 - 0  El Salvador

- 30 de juliol de 1989, Port of Spain, Trinitat i Tobago -  Trinitat i Tobago 2 - 0  El Salvador

- 13 d'agost de 1989, Tegucigalpa, Hondures -  El Salvador 0 - 0  Trinitat i Tobago

Aquest partit va ser jugat en terreny neutral en comptes de al Salvador.
- 20 d'agost de 1989, Ciutat de Guatemala, Guatemala -  Guatemala 0 - 1  Trinitat i Tobago

- 3 de setembre de 1989, Port of Spain, Trinitat i Tobago -  Trinitat i Tobago 2 - 1  Guatemala

- 17 de setembre de 1989, Tegucigalpa, Hondures -  El Salvador 0 - 1  Estats Units

Aquest partit va ser jugat en terreny neutral en comptes de a El Salvador.
- 8 d'octubre de 1989, Ciutat de Guatemala, Guatemala -  Guatemala 0 - 0  Estats Units

- 5 de novembre de 1989, Fenton, Estats Units -  Estats Units 0 - 0  El Salvador

- 19 de novembre de 1989, Port of Spain, Trinitat i Tobago -  Trinitat i Tobago 0 - 1  Estats Units

Els dos partits entre Guatemala i El Salvador, programats per als dies 19 i 21 de novembre a Guatemala, no es van celebrar degut a la inestabilitat política del Salvador. Cap dels dos equips podria haver-se classificat per al Mundial encara que hagués guanyat els dos partits.
| Pos. | Equip             | PJ | PG | PE | PP | GF | GC | DG | Pts |
| ---- | ----------------- | -- | -- | -- | -- | -- | -- | -- | --- |
| 1    | Costa Rica        | 8  | 5  | 1  | 2  | 10 | 6  | +4 | 11  |
| 2    | Estats Units      | 8  | 4  | 3  | 1  | 6  | 3  | +3 | 11  |
| 3    | Trinitat i Tobago | 8  | 3  | 3  | 2  | 7  | 5  | +2 | 9   |
| 4    | Guatemala         | 6  | 1  | 1  | 4  | 4  | 7  | -3 | 3   |
| 5    | El Salvador       | 6  | 0  | 2  | 4  | 2  | 8  | -6 | 2   |

| Campionat de la CONCACAF de 1989 |
| -------------------------------- |
| · Costa Rica · Tercer títol      |

Costa Rica i Estats Units es van classificar per a la Copa del Món de futbol 1990.

## Golejadors
2 gols
- Evaristo Coronado
- Juan Arnoldo Cayasso
- Leónidas Flores
- Raúl Chacón
- Julio Rodas
- Leonson Lewis
- Kerry Jamerson
- Philibert Jones

1 gol
- Carlos Hidalgo
- Gilberto Rhoden
- Pastor Fernández
- Roger Flores
- Jaime Rodríguez
- José María Rivas
- Hutson Charles
- Bruce Murray
- Eric Eichmann
- Hugo Perez
- Paul Caligiuri
- Steve Trittschuh
- Tab Ramos